# Linda Manz
Linda Ann Manz (New York, 1961. augusztus 20. – Palmdale, Kalifornia, 2020. augusztus 14.) amerikai színésznő.

## Filmjei
Mozifilmek
- Mennyei napok (Days of Heaven) (1978)
- A cigányok királya (King of the Gypsies) (1978)
- Wanderers (1979)
- Boardwalk (1979)
- Out of the Blue (1980)
- Longshot (1981)
- Mir reicht's - ich steig aus (1983)
- Tétova lelkek (Gummo) (1997)
- Játsz/ma (The Game) (1997)

Tv-filmek
- Orphan Train (1979)

Tv-sorozatok
- Dorothy (1979, négy epizódban)
- Faerie Tale Theatre (1985, egy epizódban)